# 마안주
마안주(아랍어: محافظة معان)는 요르단 남부에 위치한 주로, 주도는 마안이며 면적은 33,163km2, 인구는 103,920명(2007년 기준)이다. 요르단에서 면적이 가장 큰 주이다.
남서쪽으로는 아카바주, 북서쪽으로는 타필라주, 카라크주와 인접해 있으며 북쪽으로는 암만주, 동쪽으로는 사우디아라비아와 인접해 있다.